# Carlos Chacana
Carlos Chacana (San Miguel de Tucumán, Argentina; 23 de junio de 1976) es un futbolista argentino que se desempeña como centrocampista en Hapoel Kfar Shalem del La liga de Israel.

## Clubes
| Club                  | País      | Año       |
| --------------------- | --------- | --------- |
| San Martín de Tucumán | Argentina | 1997-2001 |
| River Plate           | Argentina | 2001-2002 |
| Quilmes               | Argentina | 2002      |
| Al-Arabi SC           | Kuwait    | 2003      |
| Hapoel Nazareth Illit | Israel    | 2003-2004 |
| Hapoel Ashkelon       | Israel    | 2004-2005 |
| Hapoel Kfar Saba      | Israel    | 2005      |
| Ironi Kiryat Shmona   | Israel    | 2006      |
| Hapoel Ramat Gan FC   | Israel    | 2006-2008 |
| NK Celje              | Eslovenia | 2008-2009 |
| Hapoel Ramat Gan FC   | Israel    | 2009-2013 |
| Hapoel Ashkelon       | Israel    | 2013-2014 |
| San Martín de Tucumán | Argentina | 2014-2015 |
| Hapoel Kfar Shalem    | Israel    | 2015 -    |